# Kevin Livingston
Kevin Livingston (Saint-Louis, 24 mei 1973) is een voormalig Amerikaanse wielrenner en bovenal een vriend van Lance Armstrong. In 1994, één jaar na Amstrongs wereldtitel, won Livingston de nationale wegtitel van Amerika voor amateurs. Livingston was prof van 1995 tot 2002. 
Hij reed in de jaren 1995 tot 2000 samen met Armstrong. Livingston won tijdens zijn professionele loopbaan nooit een prijs. Wel behaalde hij een tweede plaats in een etappe van de Tour de L'Ain in Frankrijk. Op 27 mei 2002 besloot Livingston te stoppen met wielrennen.

## Erelijst
1992
- Eindklassement Ronde van de Gila

## Resultaten in voornaamste wedstrijden
| Jaar | Ronde van Italië | Ronde van Frankrijk | Ronde van Spanje |
| ---- | ---------------- | ------------------- | ---------------- |
| 1995 |                  |                     | 106e             |
| 1996 |                  |                     | 61e              |
| 1997 |                  | 38e                 |                  |
| 1998 |                  | 17e                 |                  |
| 1999 |                  | 36e                 |                  |
| 2000 |                  | 37e                 |                  |
| 2001 | 114e             | 43e                 |                  |
| 2002 |                  | 56e                 |                  |

| Jaar | Milaan-San Remo | Luik-Bast.‑Luik |
| ---- | --------------- | --------------- |
| 1995 |                 |                 |
| 1996 | 152e            |                 |
| 1997 |                 |                 |
| 1998 | 111e            | 100e            |
| 1999 |                 |                 |
| 2000 |                 |                 |
| 2001 |                 |                 |
| 2002 |                 |                 |